# Polská kuchyně
Polská kuchyně je rozmanitá a souvisí především s kuchyní východních sousedů Polska, ale také má některé podobnosti k středoevropským a skandinávským kuchyním. Dále je ovlivněna židovskou, francouzskou, tureckou a italskou kuchyní. Polská jídla jsou velmi sytá a vydatná.

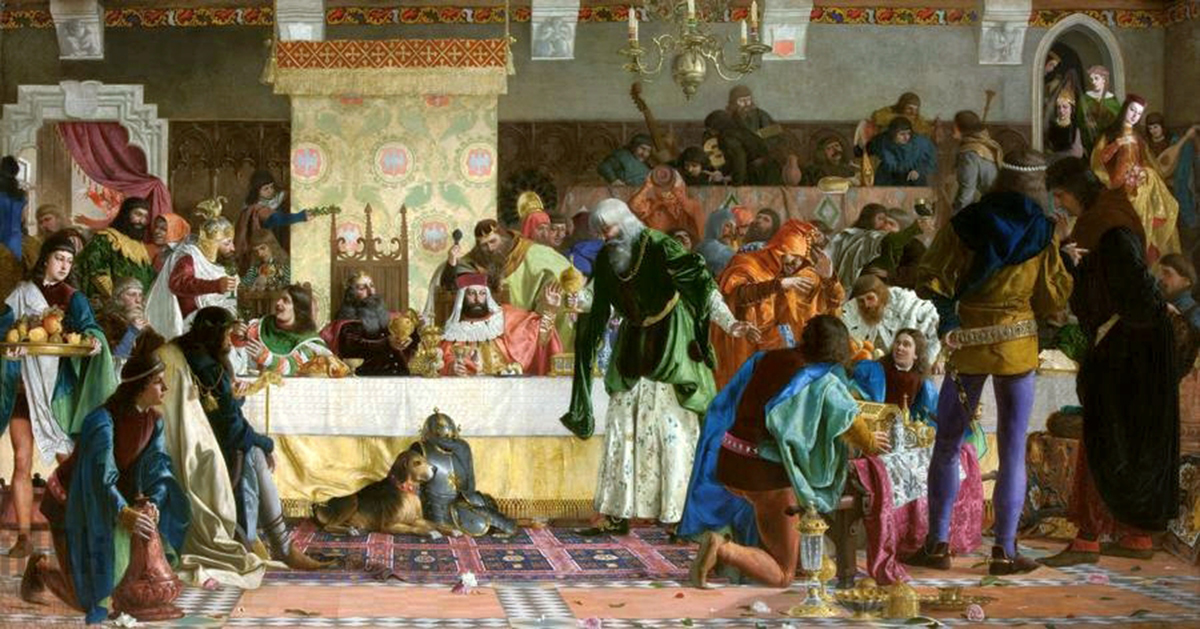
Středověká polská hostina na obraze Bronisława Abramowicze

Po celou polskou historii patří mezi základní suroviny sladkovodní a mořské ryby, zvěřina a vepřové maso. Pokrmy se připravují se zeleninou – brambory, kysané zelí a červená řepa. Velmi oblíbená jsou jídla s houbami. Dále hodně využívají vejce, mléko, smetanu a mléčné výrobky, především brynzu. Typickým kořením jsou majoránka, kmín a kopr.
Tradičními pokrmy jsou husté polévky, omáčky, maso, zvěřina, knedlíky a pirohy. Mezi velmi rozšířená jídla patří bigos, pirohy, různé klobásy a nakládačky.

## Polévky
- barszcz – na rozdíl od ruského a ukrajinského boršče je čirý, používá se šťáva z kvašené červené řepy a masový vývar, dávají se do něj těstoviny plněné houbami zvané uszka (tradiční vánoční jídlo)
- chlodnik – studená polévka ze smetany a zeleniny. Chłodnik litewski je varianta chlodniku z červené řepy.
- žurek – polévka z chlebového kvásku, podobná jako kyselo
- flaki – dršťková polévka
- czernina – černá polévka z kachního vývaru a kachní krve
- krupnik – polévka s masem, bramborami a kroupami

## Hlavní jídla

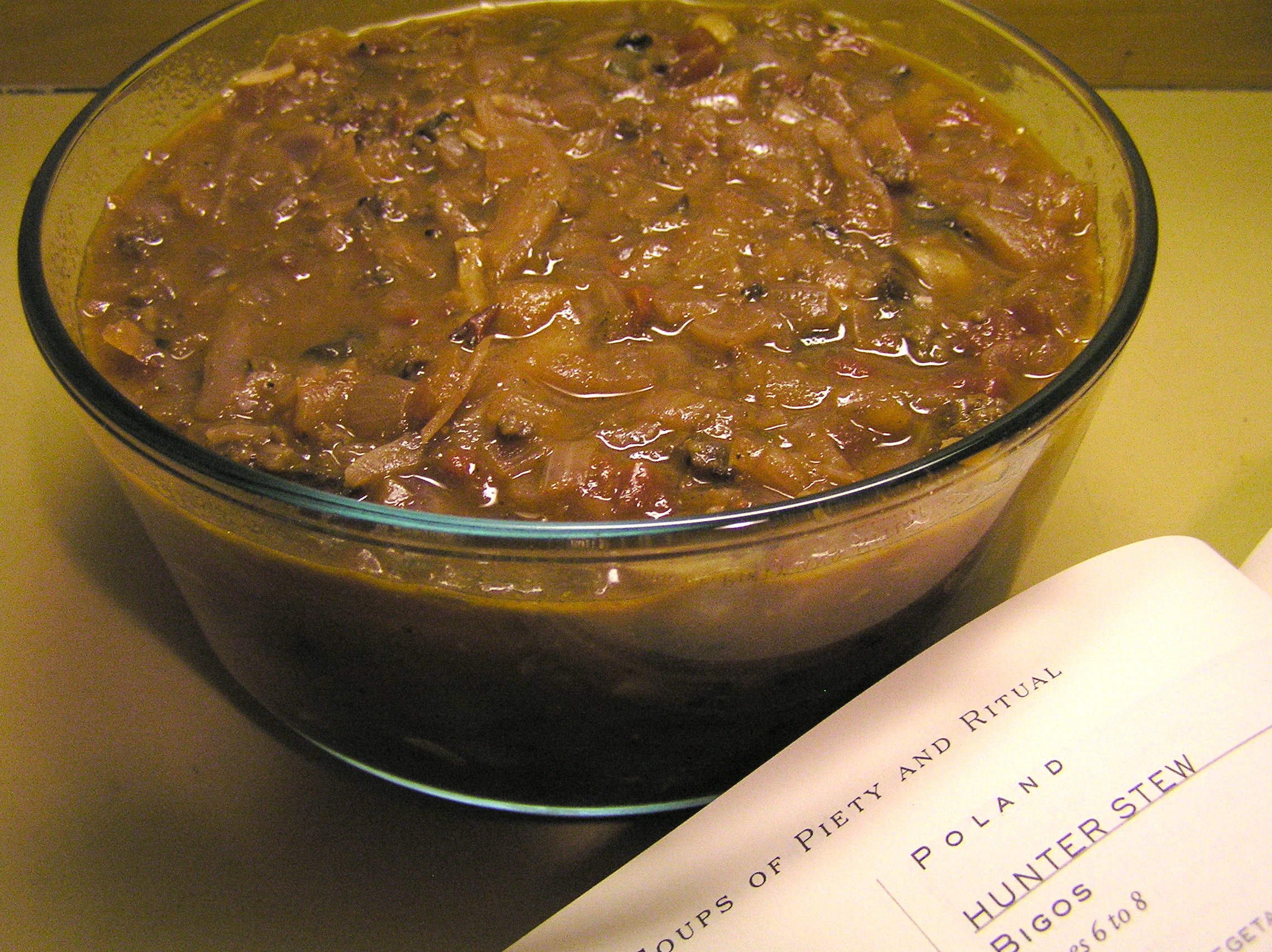
Bigos

- kotlet schabowy – vepřová kotleta smažená jako řízek
- bigos – vařené maso se zelím a kořením podobné guláši
- gołąbki – zelný list plněný mletým masem a zavinutý do tvaru spícího holuba
- zrazy – masové závitky
- ozór wołowy – dušený hovězí jazyk podávaný s povidlovou omáčkou

## Menší jídla
- kaszanka – jelito s pohankouRůzná jídla na trhu ve městě Sanok

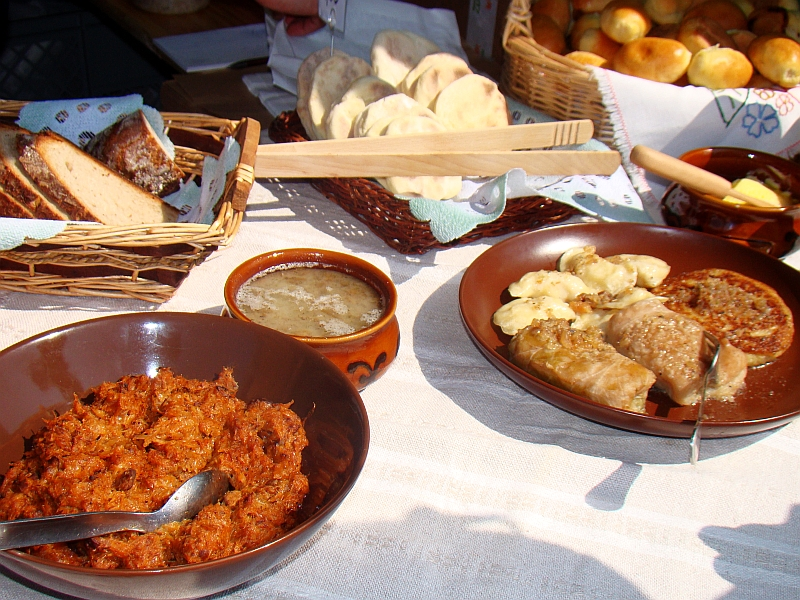
Různá jídla na trhu ve městě Sanok

- slanina nadívaná sušenými švestkami
- kindziuk – tvrdá sušená uzenina, pochází z Litvy
- pasztecik szczeciński – smažená kobliha s masovou náplní, štětínská lokální specialita
- zapékanka – pečivo zapečené s houbami, uzeninou a sýrem, populární rychlé občerstvení

## Přílohy
- kluski – bramborové knedlíky, oblíbené obzvláště ve Slezsku
- obvařanek - pečivo ve tvaru prstence, pocházejíc z města Krakov, občas se plete s bagelem
- bagel – pečivo ve tvaru prstence, s židovskými vystěhovalci se dostalo do USA, který se pak stal populárním

## Sladkosti
- sernik – tvarohový moučník
- faworki – boží milosti
- racuchy – lívance
- kisiel – ovocný rosol
- krówki – měkké karamelové bonbóny

## Nápoje
Polské pivo je velmi chutné a vyrábí se i s různými příchutěmi. V restauracích se podává i netradiční kombinace piva s ovocným džusem, skořicí nebo medem. Nejoblíbenějším alkoholickým nápojem je vodka zubrovka, do níž se vkládá stéblo traviny, které dodává vodce specifickou chuť. Poláci mají v oblibě med a vyrábějí z něj oblíbenou medovinu.
- vodka, buď čistá nebo ochucená: kontušovka obsahuje med a koření, zubrovka aromatickou bylinu tomkovici
- medovina